# Külüs
Külüs è un comune dell'Azerbaigian situato nel distretto di Şahbuz.